# Допустимий розв'язок

Декілька лінійних обмежень при двох змінних утворюють область можливих значень для цих змінних. Такі задачі з розв'язками повинні мати допустиму область (feasible region) у формі простого многокутника.

В оптимізації (розділі математики), допустимий розв'язок — елемент множини можливих розв'язків даної задачі. Допустимий розв'язок не повинен бути ймовірним чи доцільним розв'язком задачі — це просто набір, який задовольняє всім обмеженням.
Простір усіх допустимих розв'язків називається допустимою областю, допустимою множиною, простором пошуку або простором розв'язків.